# 贵州凤仙花
贵州凤仙花（学名：Impatiens guizhouensis）为凤仙花科凤仙花属下的一个种。

## 扩展阅读
- 維基物種上的相關：贵州凤仙花